# Ronald Snook
Ronald Snook, född den 5 maj 1972 i Dalwallinu i Australien, är en australisk roddare.
Han tog OS-brons i scullerfyra i samband med de olympiska roddtävlingarna 1996 i Atlanta.